# 威尼斯大运河的入口 (卡纳莱托)
《威尼斯大运河的入口》（The Entrance to the Grand Canal, Venice）, is an 约1730是威尼斯画家卡纳莱托的一幅风景油画，洛可可风格，尺寸为49.6乘73.6（19.5乘29.0英寸）。现藏于美国休士顿美术馆。
画中左侧的大教堂是安康圣母圣殿。